# Prochloron
Genre
Prochloron est un genre de cyanobactéries contenant des chlorophylles de type a et de type b, faisant partie de la famille des Prochloraceae et parfois théorisé comme étant à l'origine du chloroplaste.

## Description
C'est un organisme procaryote oxygénique et photosynthétique, communément trouvé comme symbiote dans les récifs de corail, particulièrement dans les cellules d'ascidiacea.
Faisant partie du phylum des cyanobactéries, la théorie endosymbiotique avait théorisé que Prochloron était le prédécesseur du chloroplaste des cellules végétales eucaryotes. Néanmoins, des études phylogénétiques ont réfuté cette théorie entre autres avec la démonstration que les gènes des chlorophylles des Prochloron et ceux des eucaryotes ont eu une évolution convergente.
Il s'agit d'un des trois pro-chlorophytes connus (Prochloron, Prochlorothrix, et Prochlorococcus, c'est-à-dire une cyanobactérie contenant à la fois de la chlorophylle a et b ainsi que des pigments collecteurs de lumière. Toutefois, les gènes de ces chlorophylles n'appartiennent pas à la même famille de gènes que les chlorophylles eucaryotes.

## Liste d'espèces
Selon AlgaeBase (12 septembre 2013), NCBI (28 janvier 2025), World Register of Marine Species (12 septembre 2013) et LPSN (28 janvier 2025) :
- Prochloron didemni R.A.Lewin ex L.Hoffmann & W.Greuter, 1996 (espèce type)

## Taxonomie
Le nom correct complet (avec auteur) de ce taxon est Prochloron R.A.Lewin, 1977.

### Étymologie
L'étymologie du nom vient du grec pro (premier) et chloros (vert). Le genre a été découvert en 1975 par Ralph A. Lewin à la Scripps Institution of Oceanography.